# Carlton Cuse

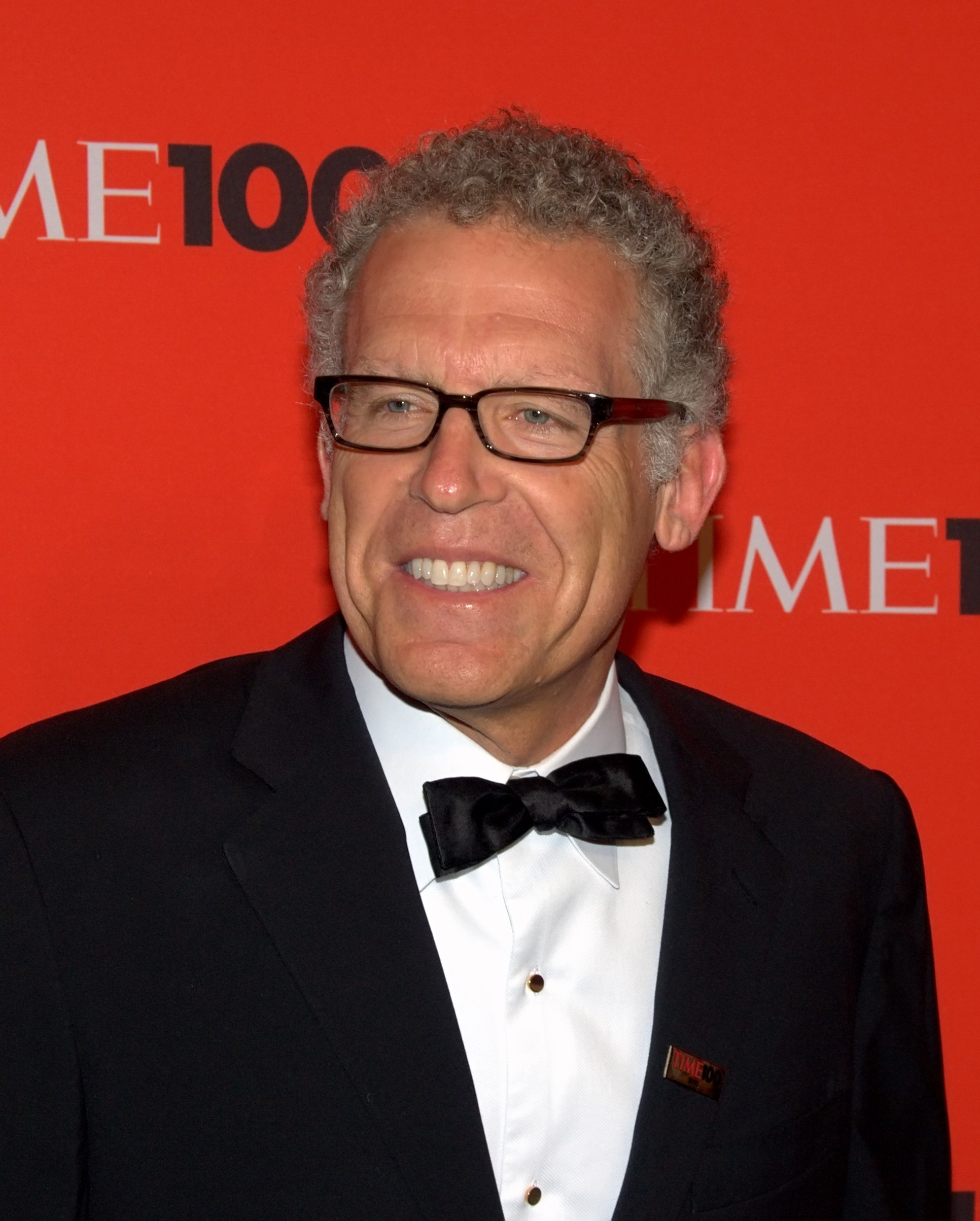
Carlton Cuse (2010)

Arthur Carlton Cuse (* 22. März 1959 in Mexiko-Stadt) ist ein US-amerikanischer Drehbuchautor und geschäftsführender Produzent. Er war an der Entwicklung der Serien Nash Bridges, Die Abenteuer des Brisco County jr. sowie Lost maßgeblich beteiligt. In diesen war er als Autor und geschäftsführender Produzent tätig. Insgesamt schrieb er für 35 Folgen der Serie die Drehbücher. In der Regel schrieb er die Folgen zusammen mit Damon Lindelof. Außerdem schrieb er für die Serie Black Sash (2003), die jedoch nach nur sieben Folgen abgesetzt wurde.
Im Jahr 2010 arbeitete er mit Randall Wallace an einer Fernsehserie über den Amerikanischen Bürgerkrieg in Virginia. Im März 2012 wurde er als  geschäftsführender Produzent für die Serie Bates Motel engagiert, die ein Prequel des Alfred-Hitchcock-Klassikers Psycho darstellt und ihre Premiere am 18. März 2013 hatte. Seit 2014 schreibt er Drehbücher für die Serie The Strain. Er war zudem an der Entwicklung der Serie Tom Clancy’s Jack Ryan beteiligt, die seit August 2018 ausgestrahlt wird.
Seit 2020 wird die Serie Locke & Key auf Netflix gezeigt, die er entwickelt hat.